# Мери Пикфорд
Мери Пикфорд (енгл. Mary Pickford; рођена 8. априла 1892. године у Торонту (Канада), а преминула 29. маја 1979. године у Санта Моники (Калифорнија)) је била америчко-канадска филмска глумица.
Од пете године глумила је у једном позоришту, са осам је већ била на турнеји, а са 18 је наступала на Бродвеју. Играла је у Усамљеној вили Дејвида Грифита 1909. године, а до 1913. године играла је искључиво на филму. Једна је од првих филмских звезда. Постала је симбол невиности и била надалеко чувена по надимку Амерички слаткиш. Била је планетарна звезда немог филма, позната и као Девојка са локнама, Мала Мери. У неме филмове које је снимила спадају Теси са олујне земље (1914), Сирота мала богаташица (1917). Њен таленат за карактеризацију, грациозност и темпирање комичних ситуација протраћен је у окрепљујућим (мада у великој мери заборављеним) филмовима као што су Ребека са фарме Санибрук (Rebecca of Sunnybrook Farm, 1917), Полиана (Pollyanna, 1920), због којих је касније добијала улоге врло сличног типа. Била је уз Дагласа Фербанкса, свог другог мужа, највећа звезда у периоду од 1915. до 1920. године. Заједно са Дејвидом Грифитом, Чарлијем Чаплином и Дагласом Фербанксом као оштроумна и способна пословна жена основала је 1922. године компанију Јунајтед Артистс. Тек повремено је добила прилику да се опроба и у улози редитеља. Добила је Оскара за најбољу главну глумицу за улогу у свом првом звучном филму Кокета из 1929. године. Повукла се из света филма 1933. године. Добила је Оскара за животно дело 1975. године. Амерички филмски институт је ставио на 24. место на листи 25. највећих глумица 20. века.

## Младост
Мери Пикфорд је рођена Глaдис Мари Смит 1892. (иако је касније тврдила да је 1893. или 1894. година њеног рођења) на адреси 211 Универзитетска авенија, Торонто, Онтарио. Њен отац, Џон Чарлс Смит, био је син енглеских методистичких имиграната и радио је разне ситне послове. Њена мајка, Шарлот Хенеси, била је ирског католичког порекла и једно време је радила као кројачица. Она је имала двоје млађих сродника, такође глумаца. Шарлот је названа „Лоти Пикфорд” (рођена 1893), а Џон Чарлс млађи је назван „Џек Пикфорд” (рођен 1896). Да би удовољила родбини свог мужа, Пикфордова мајка је своју децу крстила као методисте, у вери њиховог оца. Џон Чарлс старији је био алкохоличар; напустио је породицу и умро 11. фебруара 1898. од смртоносног крвног угрушка изазваног несрећом на радном месту док је радио као благајник на Нијагарском пароброду.
Када је Гладис имала четири године, њено домаћинство је било под заразним карантином као мера јавног здравља. Њихова побожна бака по мајци (Катрин Фајли Хенеси) замолила је римокатоличког свештеника који је био у посети да крсти децу. Пикфордова је у то време крштена као Гладис Мери Смит.
Након што је 1899. остала удовица, Шарлот Смит је почела да прима подстанаре, од којих је један био господин Марфи, позоришни менаџер Камингс Сток компаније, који је убрзо предложио да се Гладис, тада са седам година, и Лоти, тада шестогодишњакиња, добију две мале позоришне улоге – Гладис је глумила девојчицу и дечака, док је Лоти играла нему улогу у продукцији Сребрног краља у позоришту Принцеза у Торонту (које је уништено у пожару 1915, обновљено, и срушено 1931), док је њихова мајка свирала оргуље. Пикфордова је касније глумила у многим мелодрамама са компанијом Валентина Сток из Торонта, коначно играјући главну улогу детета у њиховој верзији Сребрног краља. Своју кратку каријеру у Торонту завршила је главном улогом Мале Еве у Валентиновом остварењу Uncle Tom's Cabin, адаптираном према роману из 1852. године.

## Каријера

### Ране године
До раних 1900-их, позориште је постало породично предузеће. Гладис, њена мајка и двоје млађих сродника обишли су Сједињене Државе железницом, наступајући у трећеразредним компанијама и представама. После шест сиромашних година, Пикфорд је дозволила себи још једно лето да добије водећу улогу на Бродвеју, планирајући да напусти глуму, ако не успе. Године 1906, Гладис, Лоти и Џек Смит су подржавали певача Чонсија Олкота на Бродвеју у Едмунду Берку. Гладис је коначно добила споредну улогу у бродвејској представи из 1907. године, The Warrens of Virginia. Комад је написао Вилијам К. Демил, чији се брат Сесил појавио у глумачкој екипи. Дејвид Беласко, продуцент представе, инсистирао је да Гладис Смит преузме уметничко име Мери Пикфорд.. Међутим, након окончања Бродвејског извођења и турнеје представе, Пикфордова је поново остао без посла.
Дана 19. априла 1909, директор компаније Биограф Д. В. Грифит ју је сценски тестирао у њујоршком студију за улогу у никелодеонском филму Pippa Passes. Улога је припала неком другом, али је Грифитову одмах преузео Пикфорд. Брзо је спознала да је филмска глума једноставнија од стилизоване сценске глуме тог времена. Већина глумаца у Биографу зарађивала је 5 долара дневно, али након Пикфордовог једног дана у студију, Грифит је пристао да јој плаћа 10 долара дневно уз гаранцију од 40 долара недељно.

## Филмографија
| Улоге Мери Пикфорд |                 |               |                                 |                        |
| Година             | Српски назив    | Изворни назив | Улога                           | Напомена               |
| 1933.              |                 |               | Mary Carlton/Mary Marlow        |                        |
| 1931.              |                 |               | Kiki                            |                        |
| 1930.              |                 |               | -                               |                        |
| 1929.              |                 |               | Katherine                       |                        |
| 1929.              |                 |               | Norma Besant                    |                        |
| 1927.              |                 |               | Maagd Mary                      |                        |
| 1927.              |                 |               | Maggie Johnson                  |                        |
| 1926.              |                 |               | Molly                           |                        |
| 1926.              | Црни пират      |               | принцеза Изобел                 | само у последњој сцени |
| 1925.              |                 |               | Vrouw in publiek                |                        |
| 1925.              |                 |               | Annabelle 'Little Annie' Rooney |                        |
| 1924.              |                 |               | Dorothy Vernon                  |                        |
| 1923.              | Росита          |               | Rosita                          |                        |
| 1922.              |                 |               | Tessibel 'Tess' Skinner         |                        |
| 1921.              |                 |               | Cedric Errol/Weduwe Errol       |                        |
| 1921.              |                 |               | Jeanne                          |                        |
| 1921.              |                 |               | Feestganger                     |                        |
| 1921.              |                 |               | Angela Carlotti                 |                        |
| 1920.              |                 |               | Amanda Afflick                  |                        |
| 1920.              |                 |               | Pollyanna Whittier              |                        |
| 1919.              |                 |               | Mavis Hawn                      |                        |
| 1919.              |                 |               | Amy Burke                       |                        |
| 1919.              |                 |               | Jerusha 'Judy' Abbott           |                        |
| 1919.              |                 |               | Mary MacTavish                  |                        |
| 1918.              |                 |               | Johanna Renssaller              |                        |
| 1918.              |                 |               | Jean Mackaye                    |                        |
| 1918.              |                 |               | Melissa 'M'liss' Smith          |                        |
| 1918.              |                 |               | Amarilly Jenkins                |                        |
| 1918.              |                 |               | Miss Stella Maris/Unity Blake   |                        |
| 1917.              |                 |               | Sara Crewe                      |                        |
| 1917.              |                 |               | Rebecca Randall                 |                        |
| 1917.              |                 |               | Angela Moore                    |                        |
| 1917.              |                 |               | Jenny Lawrence                  |                        |
| 1917.              |                 |               | Gwendolyn                       |                        |
| 1917.              |                 |               | Marget MacTavish                |                        |
| 1916.              |                 |               | Radha                           |                        |
| 1916.              |                 |               | Hulda                           |                        |
| 1916.              |                 |               | Louise                          |                        |
| 1916.              |                 |               | Peppina                         |                        |
| 1916.              |                 |               | Molly O                         |                        |
| 1915.              |                 |               | Cho-Cho-San                     |                        |
| 1915.              |                 |               | Jane Stuart                     |                        |
| 1915.              |                 |               | Esmeralda Rogers                |                        |
| 1915.              |                 |               | Rags/Alice McCloud              |                        |
| 1915.              |                 |               | 'Little Pal'                    |                        |
| 1915.              |                 |               | Glad                            |                        |
| 1915.              |                 |               | Fanchon                         |                        |
| 1915.              |                 |               | Nell Gwyn                       |                        |
| 1915.              |                 |               | Molly O                         |                        |
| 1914.              |                 |               | Cinderella                      |                        |
| 1914.              |                 |               | Dolly Lane                      |                        |
| 1914.              |                 |               | Koningin Anna Victoria          |                        |
| 1914.              |                 |               | Anemone Breckenridge            |                        |
| 1914.              |                 |               | Tessibel Skinner                |                        |
| 1914.              |                 |               | Juliet                          |                        |
| 1914.              |                 |               | Nina                            |                        |
| 1913.              |                 |               | Mercy Baxter                    |                        |
| 1913.              |                 |               | Nance Olden                     |                        |
| 1909.              | Запечаћена соба |               | дворска дама                    |                        |